# آندره جونگ

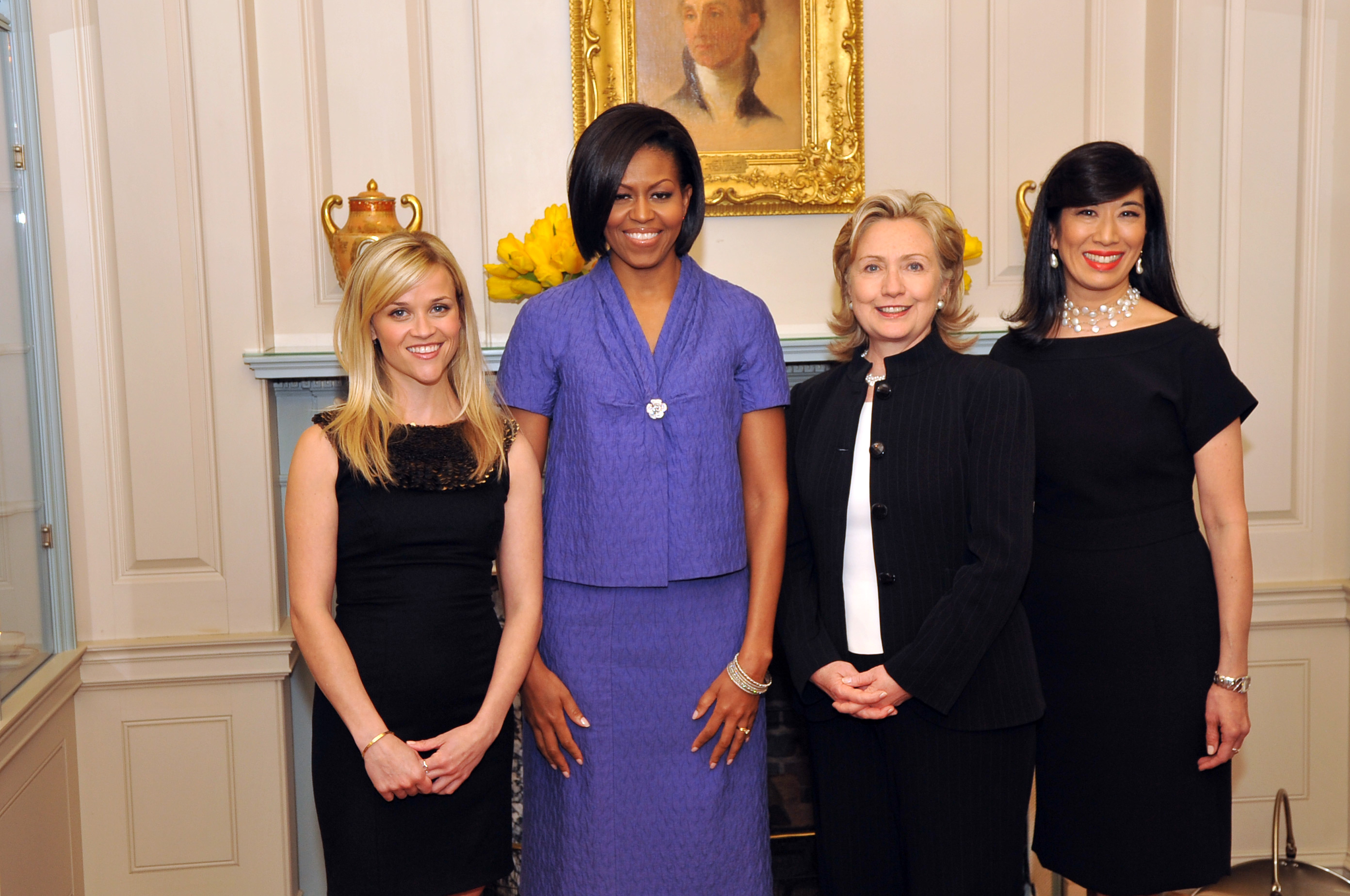
آندره جونگ (نفر اول سمت راست تصویر) - ۲۰۱۰

آندره جونگ (به انگلیسی: Andrea Jung) (تولد: ۱۹۵۹ در تورنتو) یک تاجر زن آمریکایی-کانادایی است. جونگ از ۷ ژانویه ۲۰۰۸، به عضویت هیئت مدیره شرکت اپل درآمد. او رئیس هیئت مدیره اوون پروداکتس است و در گذشته مدیرعامل آن نیز بود. جونگ از سال ۱۹۹۸، عضو هیئت مدیره شرکت جنرال الکتریک است.
در سال ۲۰۰۹، فوربز به جونگ رتبه بیست‌وپنجم قدرتمندترین زنان دنیا را اعطاکرد.